# Zale lunifera
Zale lunifera là một loài bướm đêm trong họ Erebidae.

## Hình ảnh

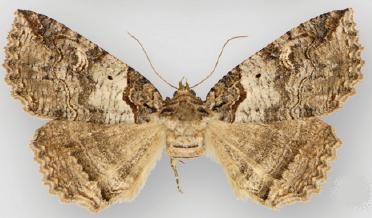
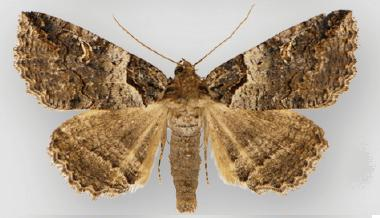
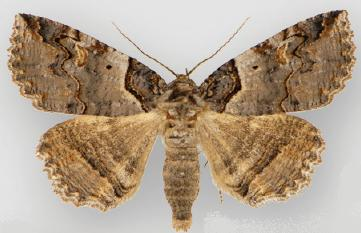